# Градовиці
Градовіце (пол. Gradowice) — село в Польщі, у гміні Веліхово Гродзиського повіту Великопольського воєводства.
Населення — 567 осіб (2011).
У 1975-1998 роках село належало до Познанського воєводства.

## Демографія
Демографічна структура станом на 31 березня 2011 року:
|          | Загалом | Допрацездатний вік | Працездатний вік | Постпрацездатний вік |
| -------- | ------- | ------------------ | ---------------- | -------------------- |
| Чоловіки | 286     | 69                 | 199              | 18                   |
| Жінки    | 281     | 66                 | 162              | 53                   |
| Разом    | 567     | 135                | 361              | 71                   |